# バート (鉄道)

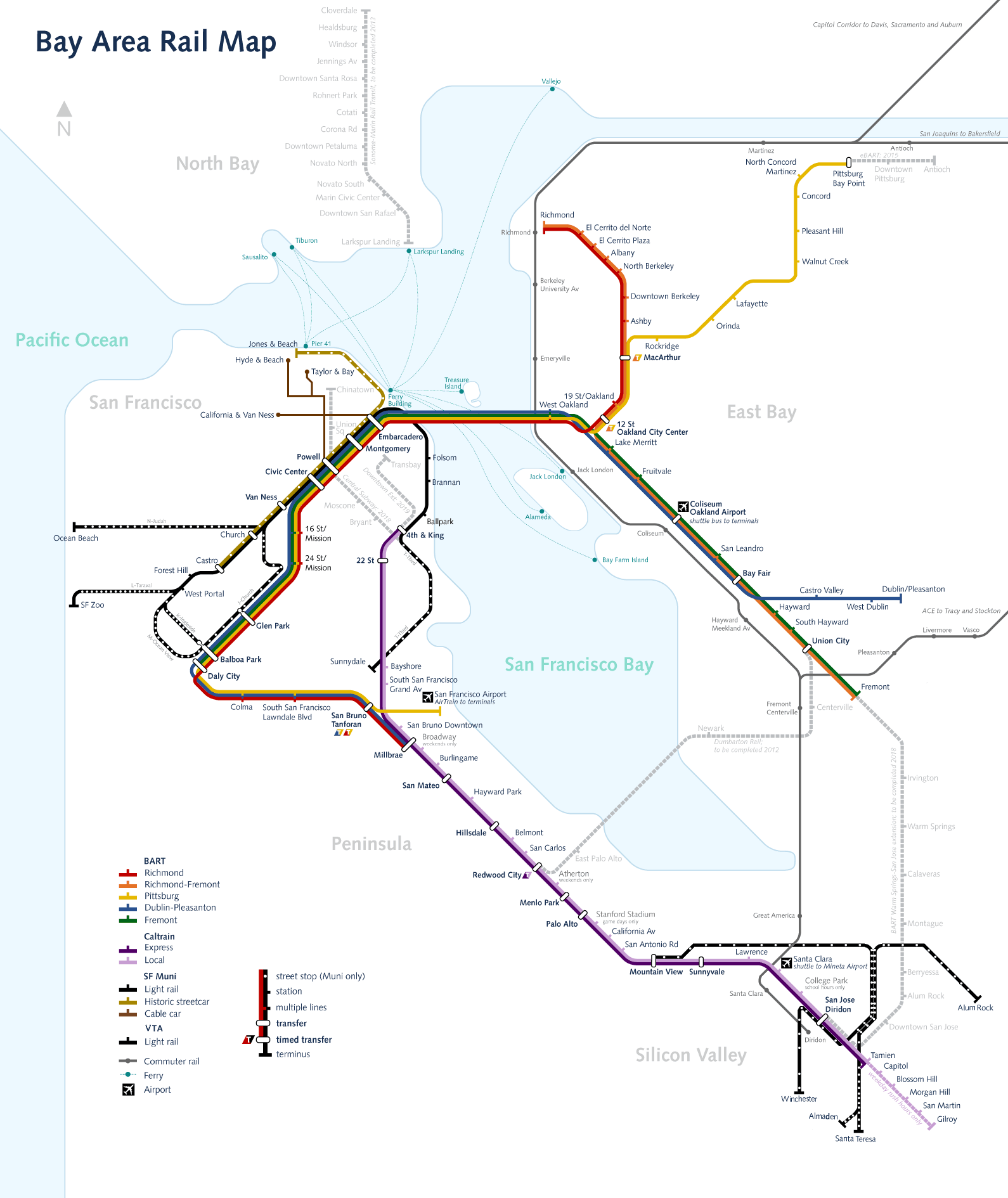
サンフランシスコ・ベイエリア高速鉄道公社が管理・運営している路線を全て描いた詳細な路線図。

バート（BART）は、アメリカ合衆国・カリフォルニア州サンフランシスコで運行されている鉄道である。
正式名称はBay Area Rapid Transit（ベイエリア高速鉄道）で、「BART」は頭字語である。サンフランシスコ・ベイエリア高速鉄道公社（San Francisco Bay Area Rapid Transit District）が運営している。
サンフランシスコ・ベイエリアのサンフランシスコ郡、アラメダ郡、コントラコスタ郡、サンマテオ郡の4郡にまたがる、5路線6系統で約211kmの路線を運営している。サンフランシスコ湾を横断する海底トンネルは特筆に値する。中央制御による自動運転だが、ドアの開閉や、安全確認、車内アナウンスを行う乗務員が進行方向前方の乗務員室にいる。
2004年、BARTはアメリカ合衆国公共交通協会（American Public Transportation Association）からアメリカの中で一番優秀な輸送システムであると認定された。

## 歴史

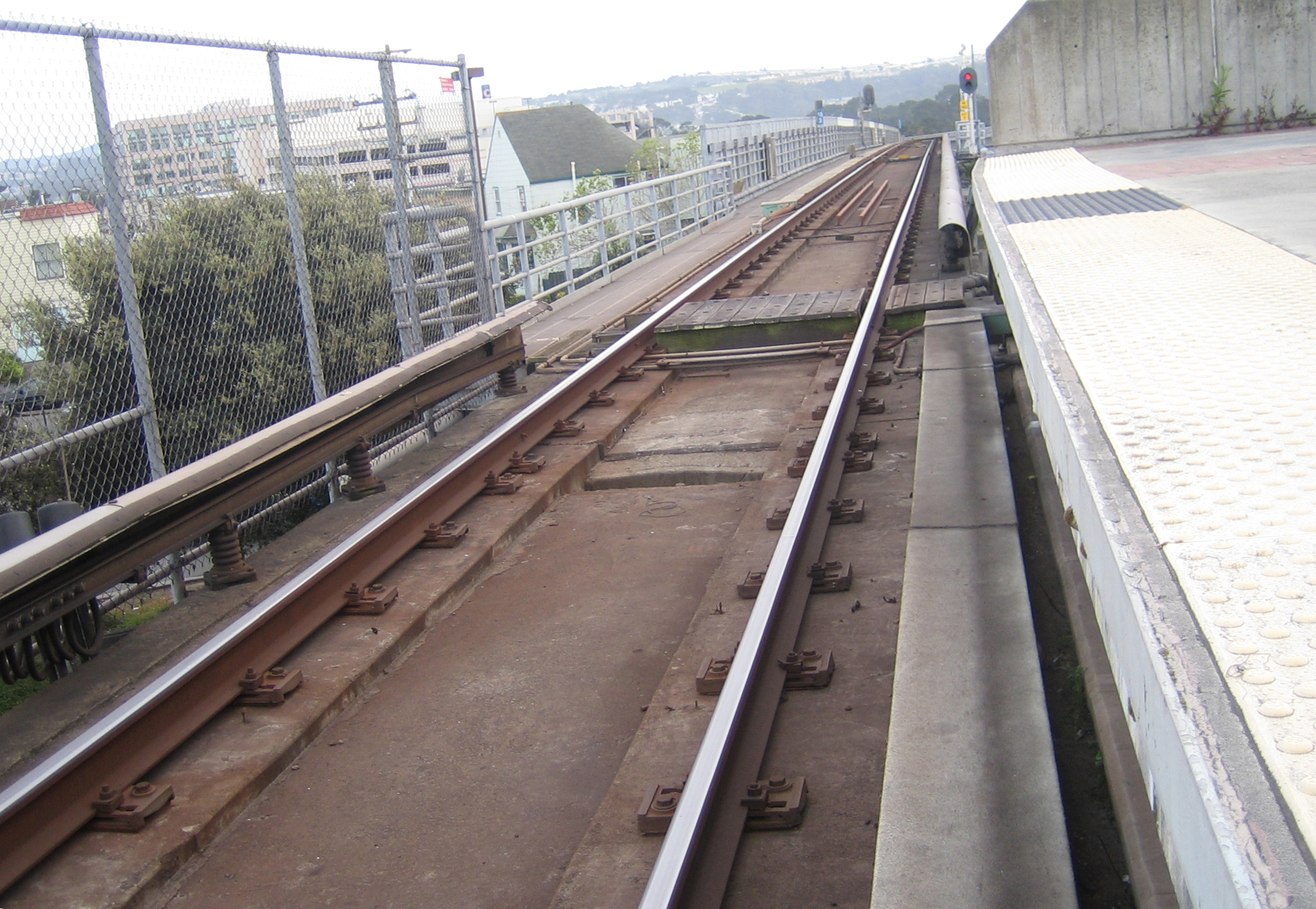
BARTの線路

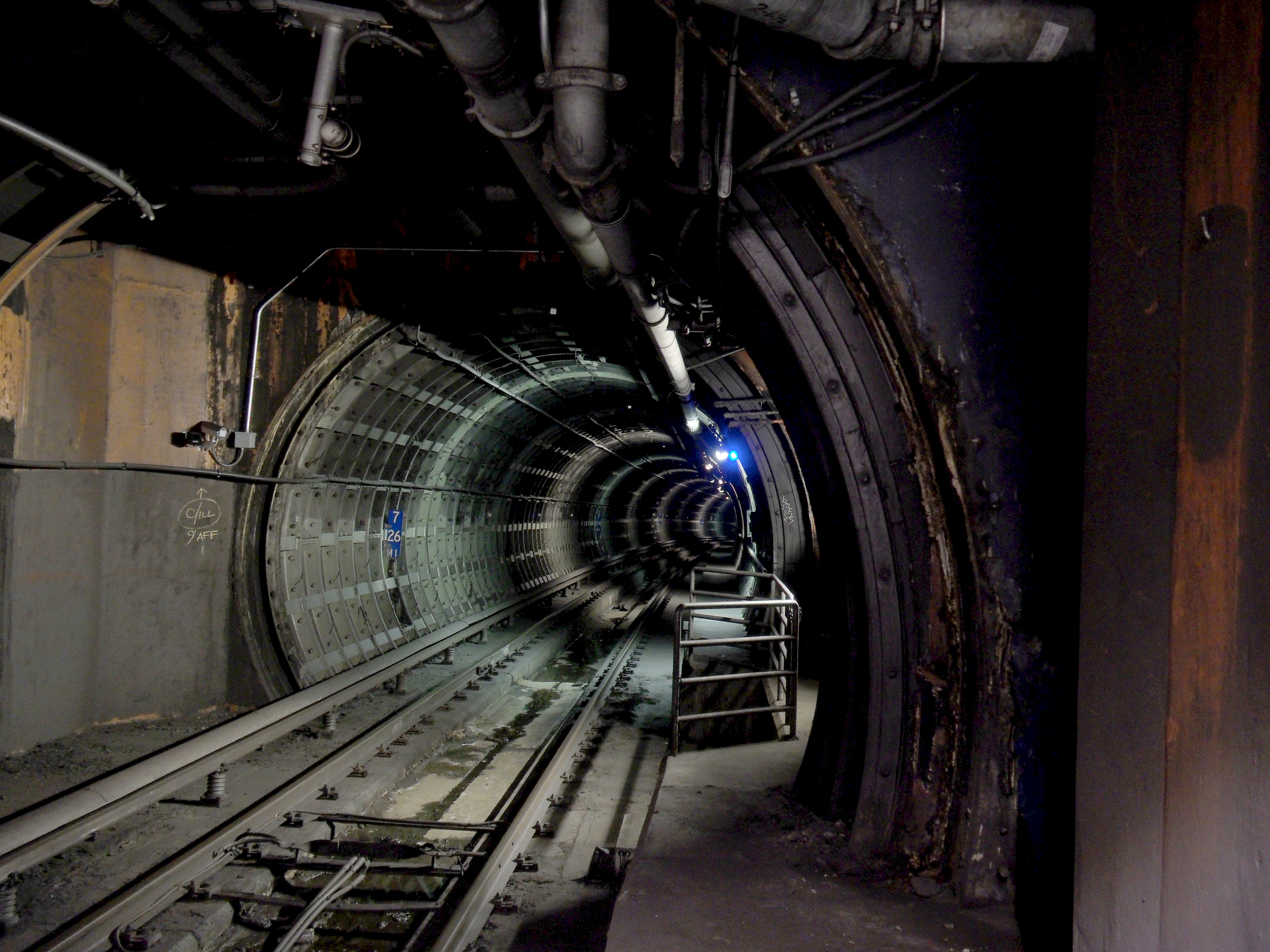
海底トンネル

BARTは1972年9月にサンフランシスコ湾にかかるサンフランシスコ・オークランド・ベイブリッジの渋滞解消とベイエリア地区を東西に結ぶことを目的として開通した。その後、順次路線を拡大していき、2003年6月22日にはサンフランシスコ国際空港へ乗り入れ、ベイエリア各地と空港を結ぶアクセス鉄道にもなっている。
アメリカの他の公共交通と同様に、自転車の車内への持ち込みが許可されている（平日のラッシュ時を除く）。サンフランシスコ内外へアクセスできるBARTは、市内交通のMuniと合わせて、市民や観光客の重要な足となっている。

### 原型と計画
サンフランシスコ湾の地下を走る電気鉄道の提案は、1890年代初頭にフランシス・ボラックス・スミス（Francis "Borax" Smith）によって初めてなされた。
BARTの運行地域ではかつて路面電車や郊外鉄道網のキー・システムが運行しており、港湾横断交通としてベイブリッジの下段に線路が通っていたが、1950年代に廃止され道路交通に置き換わった。
戦後の人口流入と交通渋滞の緩和のため、1950年代に長期的展望によりこの地域への高速輸送機関の必要性が改めて確認された。委員会は1957年、ベイエリアにおける費用の見積もりと採算を報告した。1957年、サンフランシスコにおけるBART計画は正式に州の事業となった。1961年、最終的に計画がまとまった。
1980年代、計画はサンフランシスコの南から延伸する計画が進行していた。デイリーシティー〜サンフランシスコ国際空港間を結ぶものであった。

### 初期路線の建設
BARTの建設は公式には1964年6月19日にジョンソン大統領臨席の元、コントラコスタ郡コンコード〜ウォールナットクリーク間で開始された。
この湾岸横断トンネルは当時、世界で最も深く長い水面下トンネルだった。トンネル建設に1億8000万ドルかかり、1969年8月に開通した。イギリスの都市計画学者ピーター・ホール（Peter Hall）が著した本「Great Planning Disasters」では、BARTは英仏共同事業のコンコルド、シドニー・オペラハウスと並び、20世紀における最も画期的な事業であると記されている。

### 運行

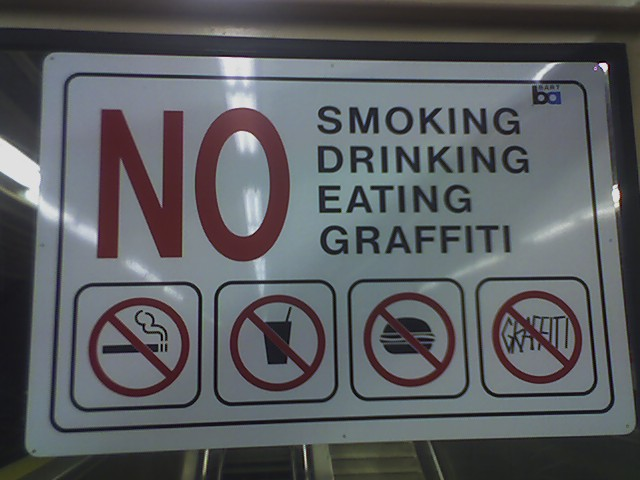
BARTでは飲食、喫煙、駅内外への落書きが禁止されている

BARTは1972年9月11日に運行を開始し、最初の5日間で利用者が10万人を突破した。開業して2年後の1974年9月16日には4本の支線が開業した。最初の5年間は平日ダイヤのみの運行だった。
最高速度は基本110km/hだが、海底トンネル内は130km/hまで許可されている。

## データ
- 管轄：サンフランシスコ・ベイエリア高速鉄道公社（San Francisco Bay Area Rapid Transit District）
- 路線距離（営業キロ）：211km
- 軌間：1676mm（広軌）
- 軌道構造：オールコンクリート道床（地下区間45km 高架区間51km）
- 駅数：43駅（起終点駅含む）
- 最高速度：80mph（約130km/h）
- 複線区間：全線
- 電化区間：全線（第三軌条方式直流1,000V）
- 閉塞方式：自動閉塞式
- 保安装置：ATC併用ATO
- 車両基地所在駅：Colma駅など

## 現在の路線
アメリカの都市鉄道にはボストンのように路線の色を公式名称にしているところもあるが、BARTの路線は色を用いて案内することもあるものの、公称としては始点と終点の駅名をハイフンでつなげたものが使われている。これらの路線名は日本における京浜東北線などのような運行系統名であり、実際には所属線名が別にある。なお、サンフランシスコ国際空港駅は頭端式の駅であり、電車は方向転換して終点のミルブレー駅に向かう。
| 色  | 路線名                                                 | 備考 |
| --- | ------------------------------------------------------ | --- |
| 赤  | リッチモンド - デイリーシティ/ミルブレー線             | 土曜日はデイリーシティ止まり、平日夜と日曜日は運転なし |
| 緑  | ベリエッサ・北サンノゼ - デイリーシティ線              | 平日と土曜の昼間のみ運転 |
| 橙  | リッチモンド - ベリエッサ・北サンノゼ線                | 終日運転 |
| 黄  | アンティオック - サンフランシスコ国際空港/ミルブレー線 | 平日の夜と土曜日はサンフランシスコ国際空港から先のミルブレーまで延長運転 アンティオック - ピッツバーグ・ベイポイント駅間はeBART路線のためベイポイント駅で乗り換えが必要 |
| 青  | ダブリン・プレザントン-デイリーシティ線                | 日曜日にはマッカーサー行きとして運行 |
| 紫  | サンフランシスコ国際空港 - ミルブレー線                | 2019年運転開始 平日昼間と日曜日のみ運転 |
| OAK | コロシアム - オークランド国際空港線                    | 2014年開業、ケーブル・ライナー式新交通システム |

## 過去の路線

始発から午後7時までの路線図

平日の午後7時および休日の朝8時以降の夜間時間帯の路線図

| 色 | 路線名                                      |
| -- | ------------------------------------------- |
| 赤 | リッチモンド - ミルブレー線                 |
| 緑 | サウス・フリーモント - デイリーシティー線   |
| 橙 | リッチモンド - サウス・フリーモント線       |
| 黄 | アンティオック - サンフランシスコ国際空港線 |
| 青 | ダブリン/プレザントン-デイリーシティー線    |

| 色 | 路線名                                    |
| -- | ----------------------------------------- |
| 赤 | リッチモンド - ミルブレー線               |
| 緑 | フリーモント - デイリーシティー線         |
| 橙 | リッチモンド - フリーモント線             |
| 黄 | ピッツバーグ - サンフランシスコ国際空港線 |
| 青 | ダブリン/プレザントン-ミルブレー線        |

| 色 | 路線名                                                      |
| -- | ----------------------------------------------------------- |
| 赤 | リッチモンド - デイリーシティー線（朝と夕方はコルマ）       |
| 緑 | フリーモント - デイリーシティー線                           |
| 橙 | リッチモンド - フリーモント線                               |
| 黄 | ピッツバーグ - デイリーシティー線                           |
| 青 | ダブリン/プレザントン-サンフランシスコ国際空港/ミルブレー線 |

## 車両

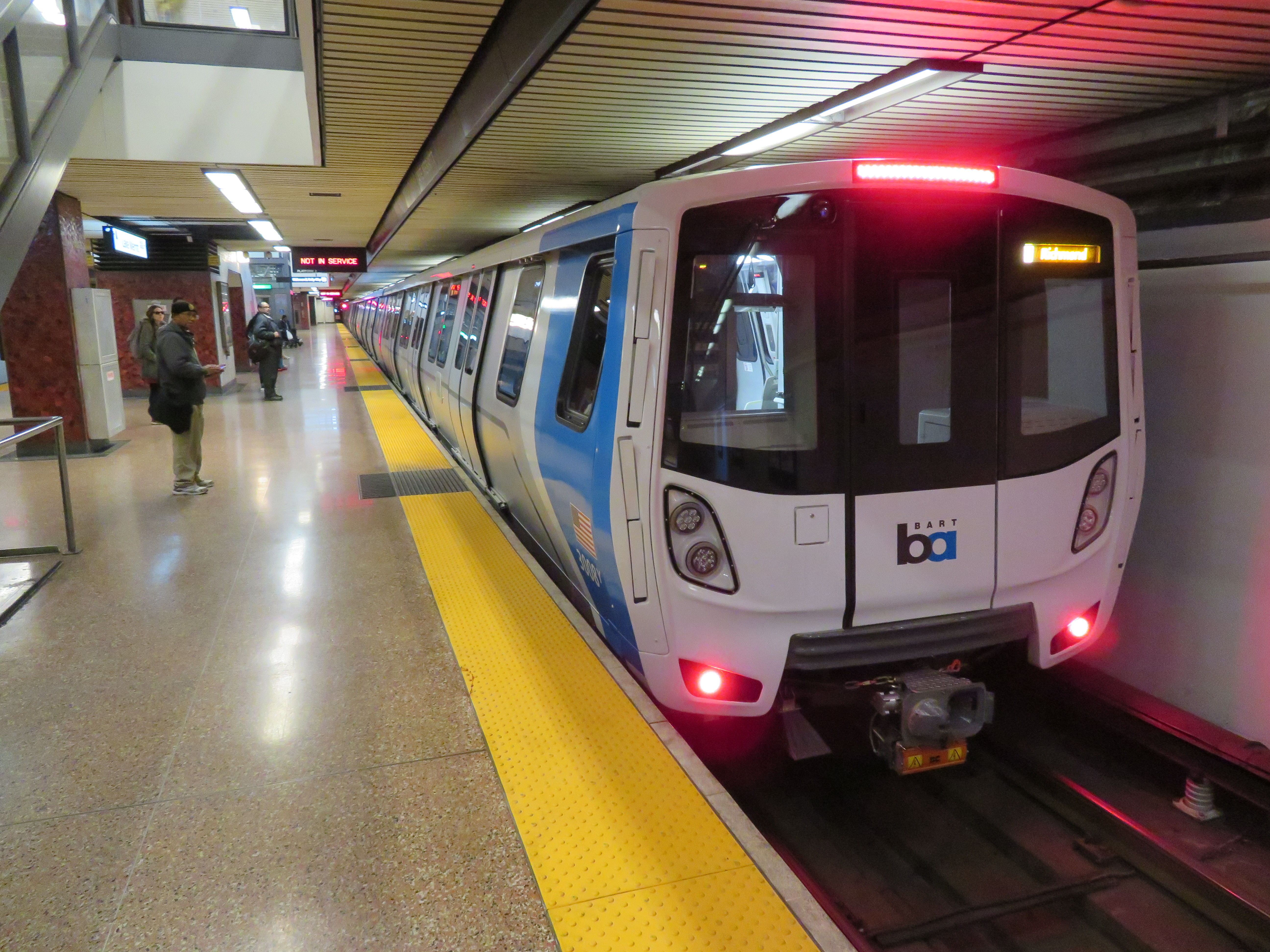
Dクラス（レークメリット駅にて2018年撮影）

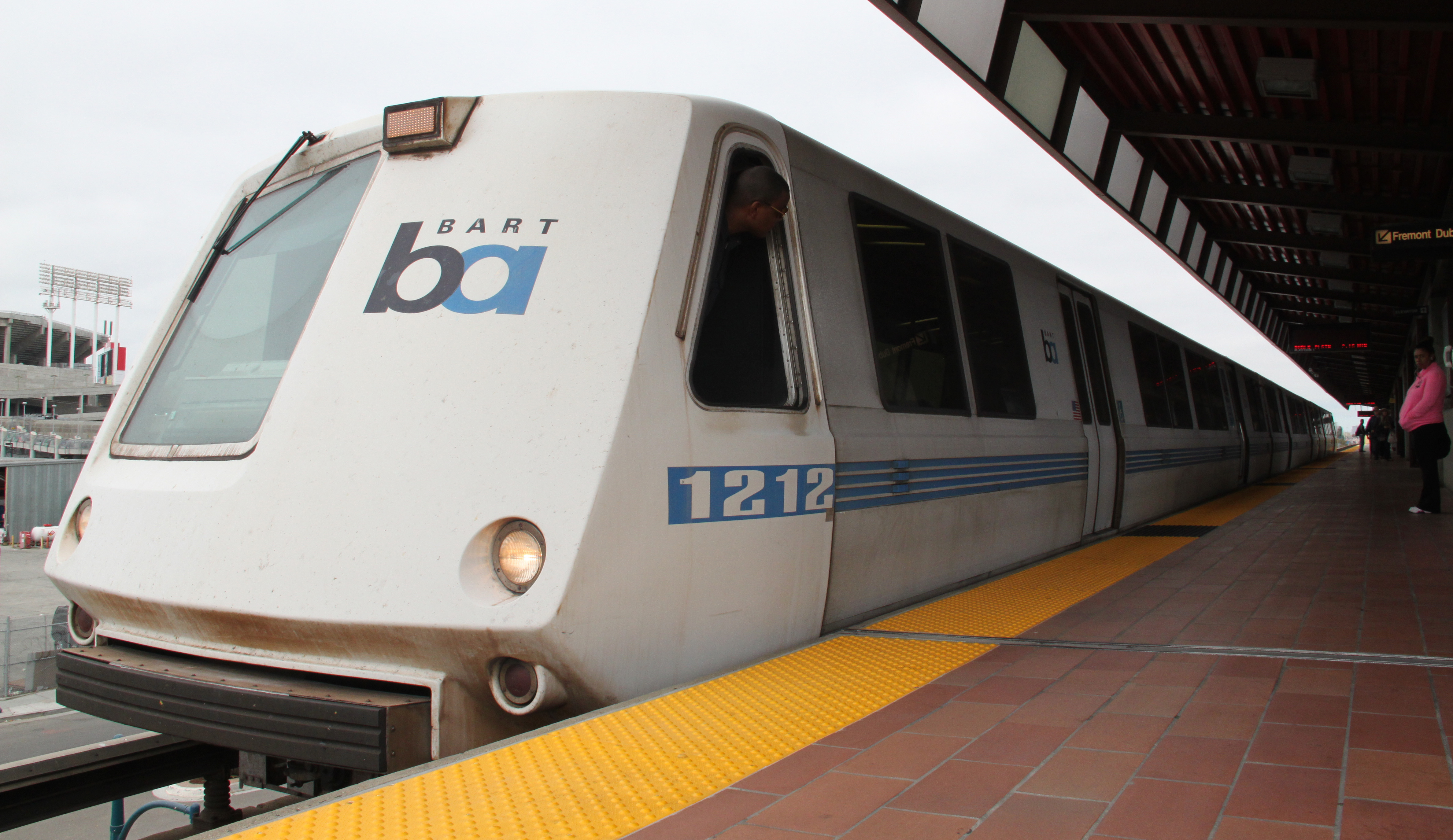
Aクラス（コロシアム/オークランド空港駅にて）

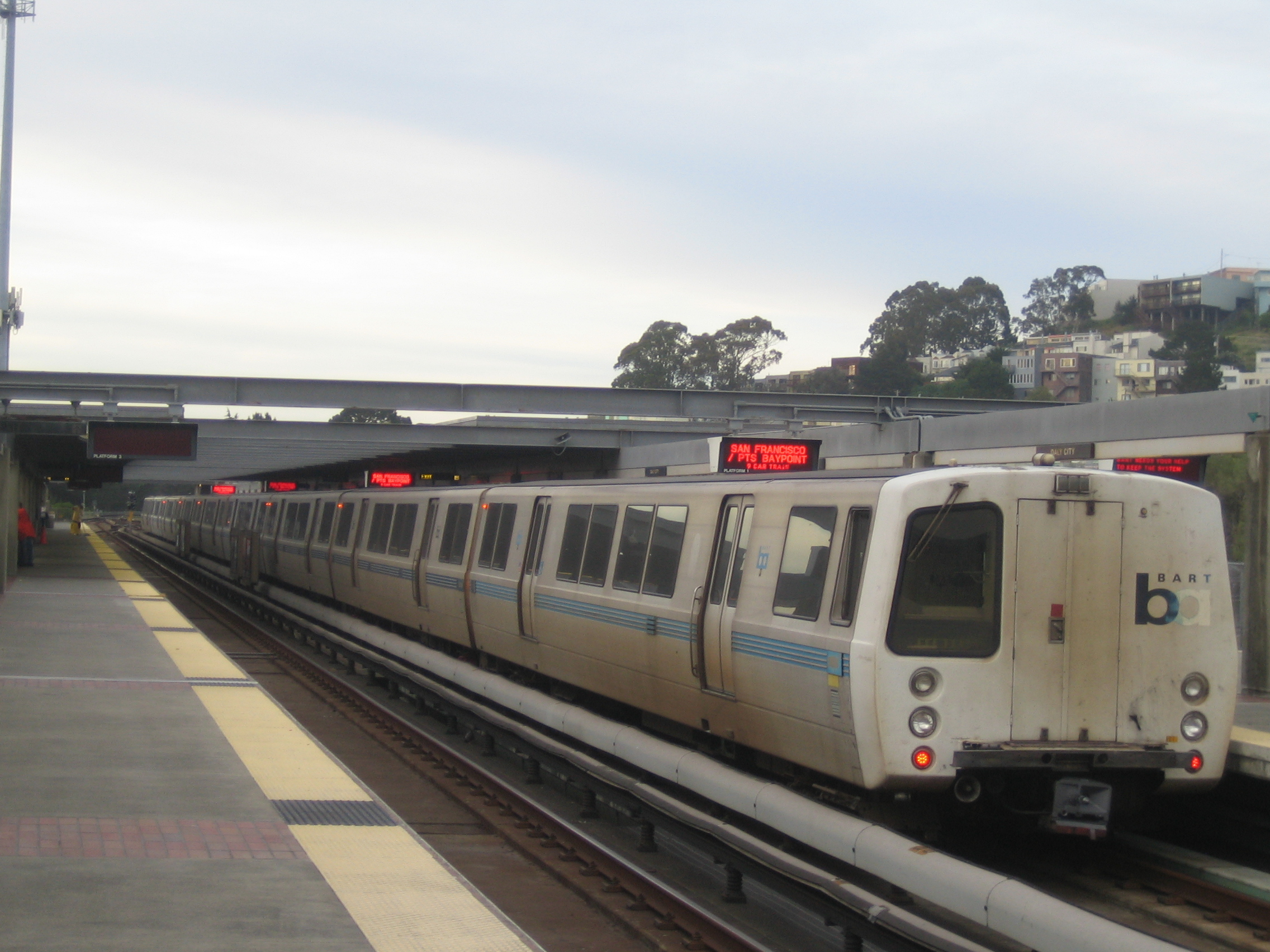
Cクラス（デイリーシティー駅にて）

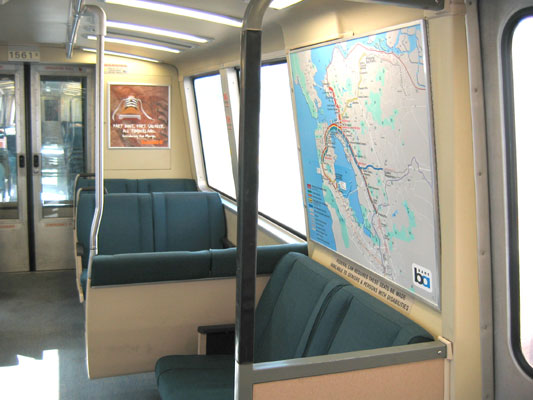
Bクラスの車内

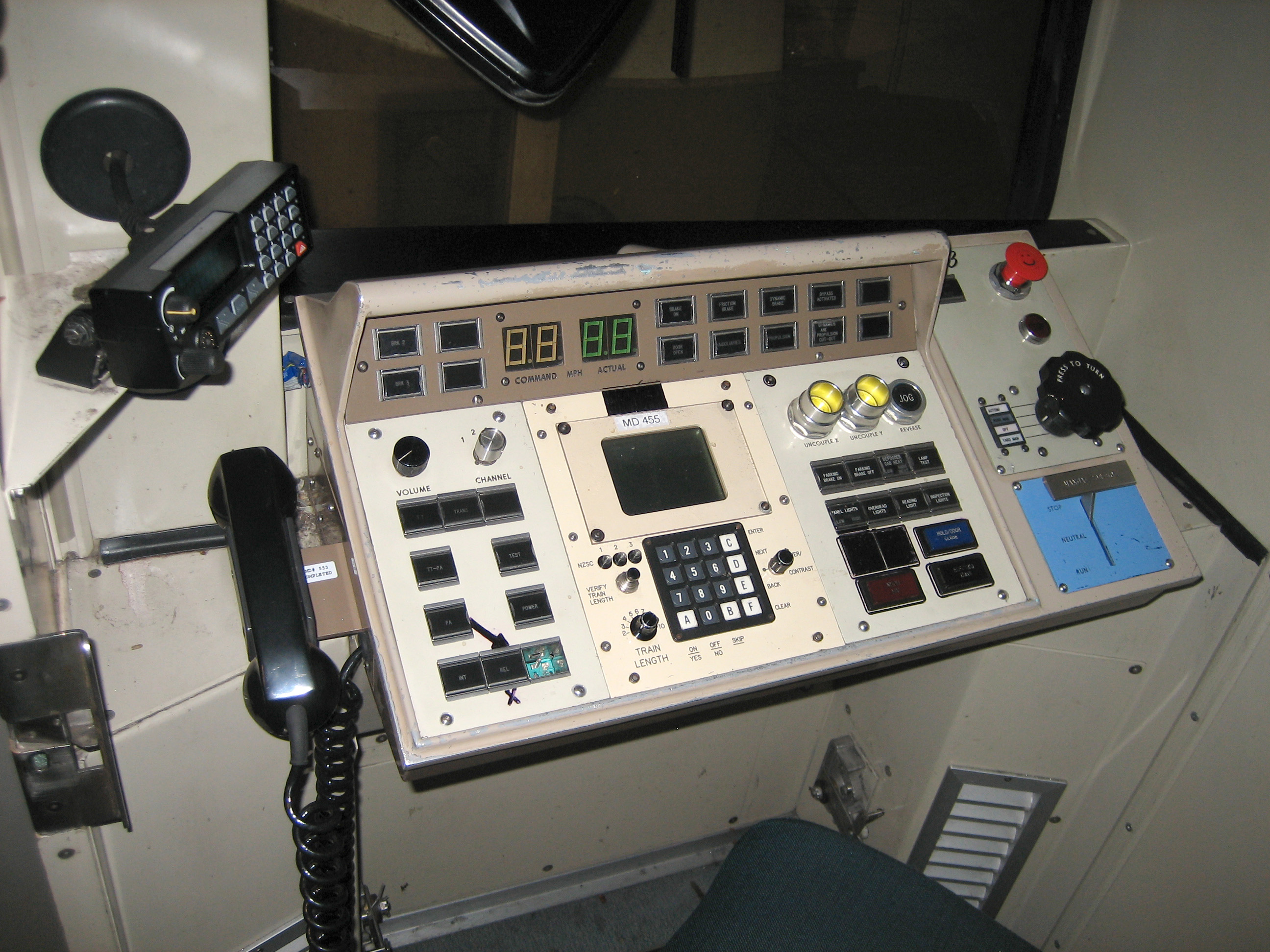
Cクラス運転台

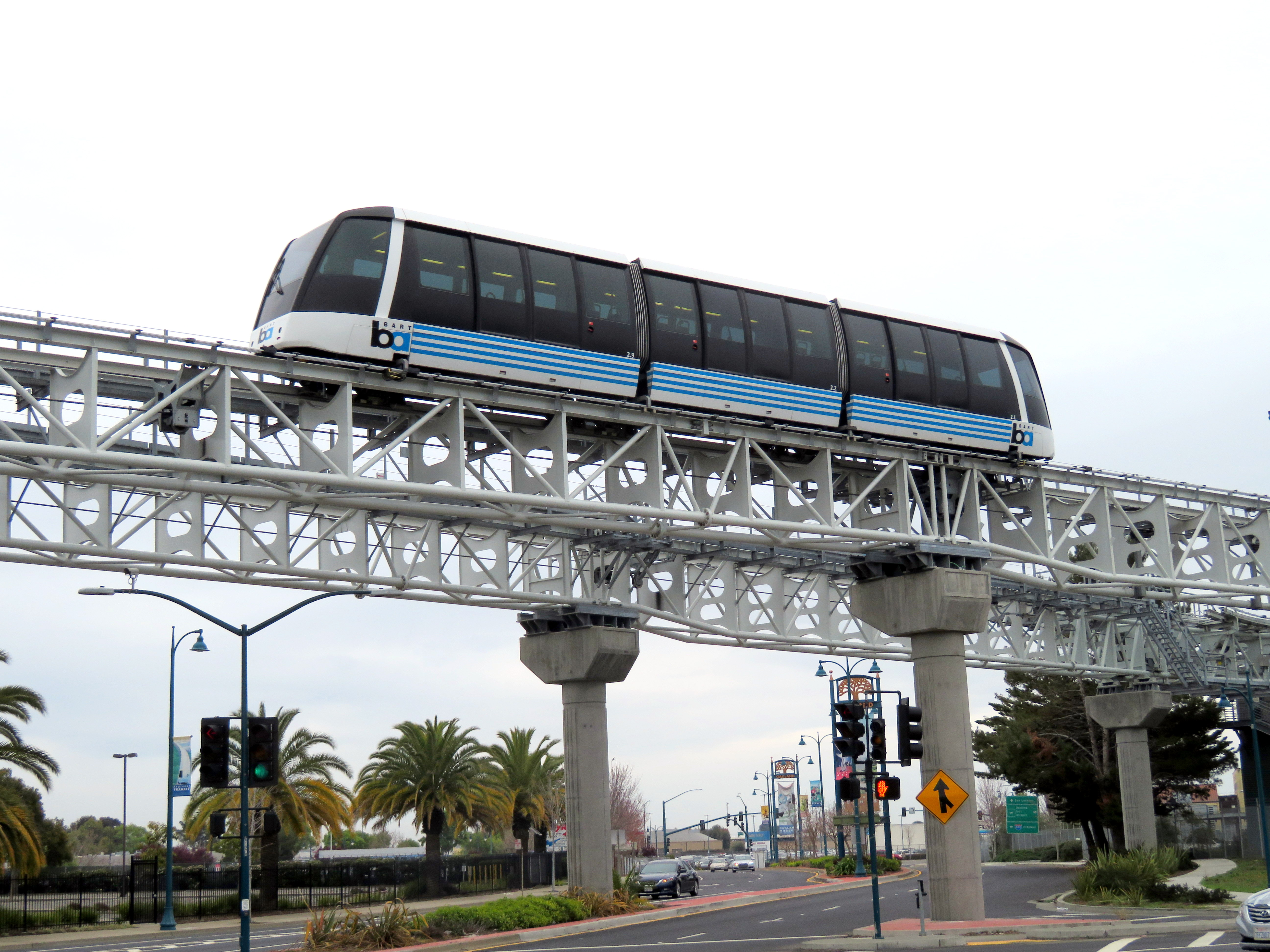
オークランド空港線の車両

BARTは2024年7月現在2種類の車両を保有・運行している。新交通システムと後述のeBARTを加えると4種類となる。3両編成から10両編成までを柔軟に組成して運行している。

### 現在の車両
- BART D/Eクラス　ボンバルディア社製　2017年 - 製造中
  - Dクラス
    - Cクラスと同じく先頭車タイプ。座席定員51名。310両製造予定。

  - Eクラス
    - Bクラスと同じく中間車タイプ。座席定員56名。465両製造予定。
    - D/Eクラス共通して各車両に自転車ラックを装備。

これらは、ドア数が2つで乗降に時間がかかっていた在来型車両の置換えのために導入された、3ドアの車両である。2012年6月、ボンバルディアに新型車両の最初の発注を行った。2014年1月までに775両が発注された。2015年春に先行試作車でテストを開始、2017年からの5年間で順次量産される予定である。2024年4月に在来型車両が運行終了したことにより、以降はD/Eクラスで統一されることとなった。

### 過去の車両
- BART A/Bクラス ローア工業（英語版）（Rohr Industries）社製 1968年 - 1971年製造、VVVFインバーター制御に更新改造済
  - Aクラス（先頭車）
    - 運行用機械およびBARTの双方向通信システムを備えたFRP製運転室を持っている。乗務員室は先頭または末尾車両だけにある。
    - Aクラスは座席定員は72名で、合計定員は200名。
    - 59両在籍[13]。前面のデザインは営団地下鉄（現・東京メトロ）の6000系のデザインに影響を与えているという記載が散見されているが、実際BARTの車両デザインおよびそのモックアップは1972年に開業する前の1960年代半ばには公表されていた[14]。なお、営団6000系を担当した当時の日車デザイナー栗原征宏は設計に際し、BARTから多大な影響を受けていることを明かしている[15]。

  - Bクラス（中間車）
    - B車両は乗務員室がなく、乗客を運ぶ車両の中ほどに使用する。
    - B車両はA車両と同じ乗客容量を持っている。(座席定員72名 / 合計定員200名)
    - 380両在籍[13]。
- BART Cクラス
  - Cクラス　アルストム社製 1987年 - 1989年製造
    - CクラスはAクラスと同じく運行および通信装置を備えたFRP製運転室を持っている。
    - CクラスはAクラスのような流線型前頭部を持たず、切妻型の前面に貫通扉を備え中間車としても使用できるようになっている。C2クラスの投入後はC1クラスとも呼ばれる。
    - 座席定員は64名で、合計定員は200名。
    - 150両在籍[13]。

  - C2クラス　モリソン・クヌーゼン社製 1994年 - 1996年製造
    - C2はC1と基本的に同じであるが、内装を一新。一部の車両には車いす用スペースのための跳ね上げ式座席があったが、改修の際に座席が撤去された。
    - 座席定員68名で、合計定員は200名。
    - 80両在籍[13]。

## 運賃

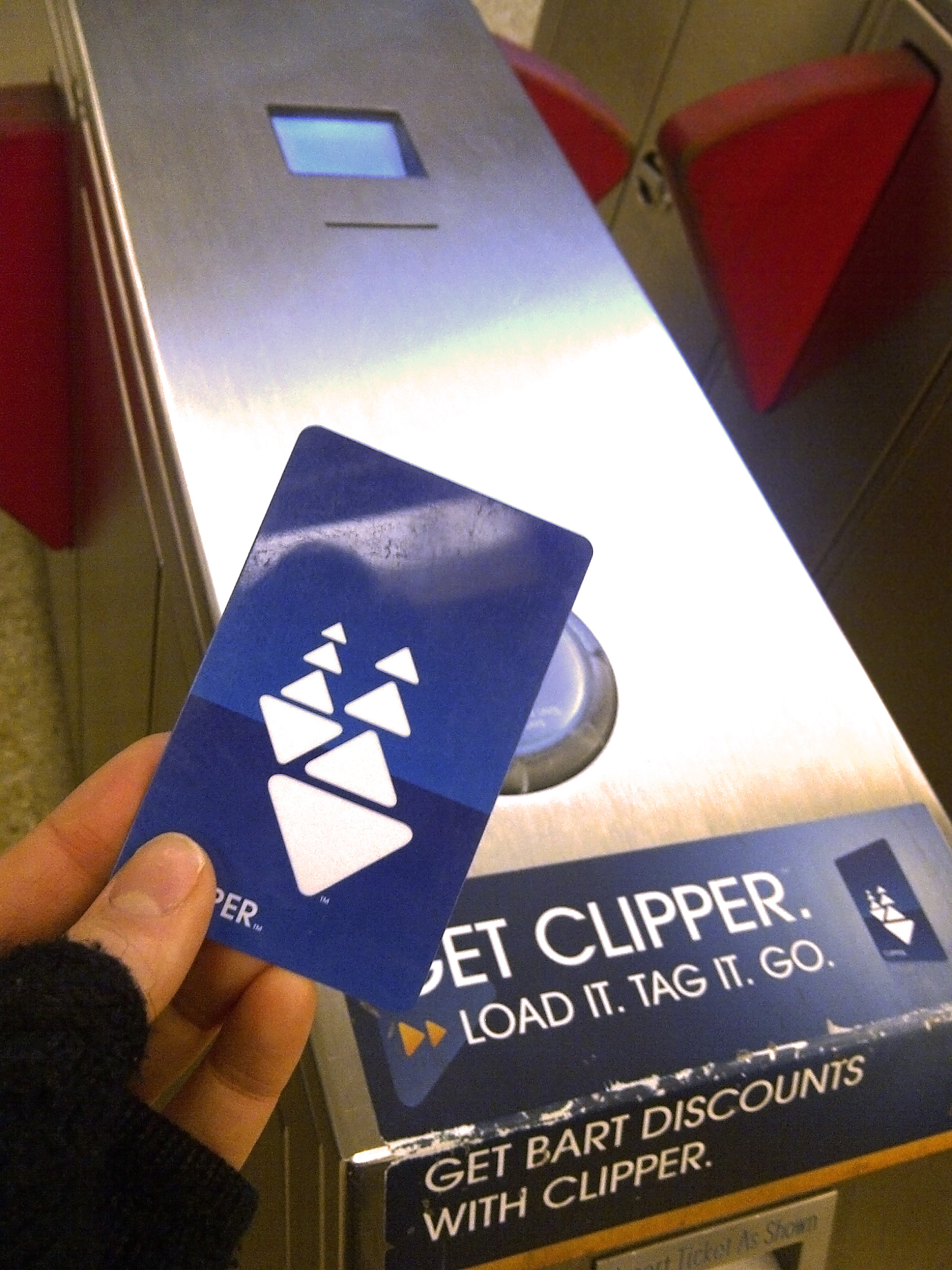
クリッパーカードと改札機

運賃は乗車区間によって異なる。各駅にある券売機で運賃分のBARTのカードを購入することで乗車できる。運賃分以上のカードを購入した場合、余剰分は帰りの際や後日、運賃として使用できる。日本の鉄道会社が発行しているような定期券は存在しないが、サンフランシスコ市内の路線に限りMuniと共通のMonthly Passが購入できる。また、Clipper Cardと呼ばれる乗車カード（日本のSuicaなどに相当）を利用して乗車することもできる。

## 他の交通機関との接続
- 空港アクセス
  - サンフランシスコ国際空港駅 - サンフランシスコ国際空港の国際線ターミナルに隣接
  - コロシアム駅 - 2014年秋からBARTが運行するケーブル駆動方式の新交通システムに置き換えられた。

- アムトラック
  - マッカーサー駅 - 無料バス、エメリー・ゴーラウンド(Emery Goround)でアムトラックのエメリービル駅に連絡
  - リッチモンド駅 - 平行するホーム間でキャピトル・コリドー、サン・ホアキン、カリフォルニア・ゼファーと乗り換え可能(アムトラックの駅は無人駅で手荷物扱いはない。)
  - コロシアム駅 - キャピトル・コリドーと乗り換え可能
  - フリーモント駅 - ACトランジットのバスでアムトラック/アルタモント通勤急行のフリーモント駅に連絡

- カルトレイン
  - ミルブレー駅

- アルタモント通勤急行
  - フリーモント駅 - ACトランジットのバスでアムトラック/アルタモント通勤急行のフリーモント駅に連絡
  - ダブリン/プレザントン駅、ウェスト・ダブリン/プレザントン駅 - WHEELSのバスでアルタモント通勤急行のプレザントン駅に連絡

- Muniメトロ
  - エンバーカデロ駅、モンゴメリー駅、パウエル駅、シビック・センター駅 - Muniメトロ(N、L、M、K、T、J、F)
  - バルボア・パーク駅 - Muniメトロ(J、K、M)

- ケーブルカー
  - パウエル駅 - ケーブルカー(パウエル - ハイド線、パウエル - メイソン線)
  - エンバーカデロ駅 - ケーブルカー(カリフォルニア・ストリート線)

- バス
多くのBARTの駅でACトランジット、Muniバス、サンタクララバレー交通局(VTA)、SamTrans、CCCTA、WHEELS、エメリー・ゴーラウンドなどのバスが接続している。
夜間はAll Nighterと呼ばれるバスがACトランジット、Muniバス、SamTrans、VTAによって運行され、そのうち何本かがBARTの駅を経由する。

## eBART

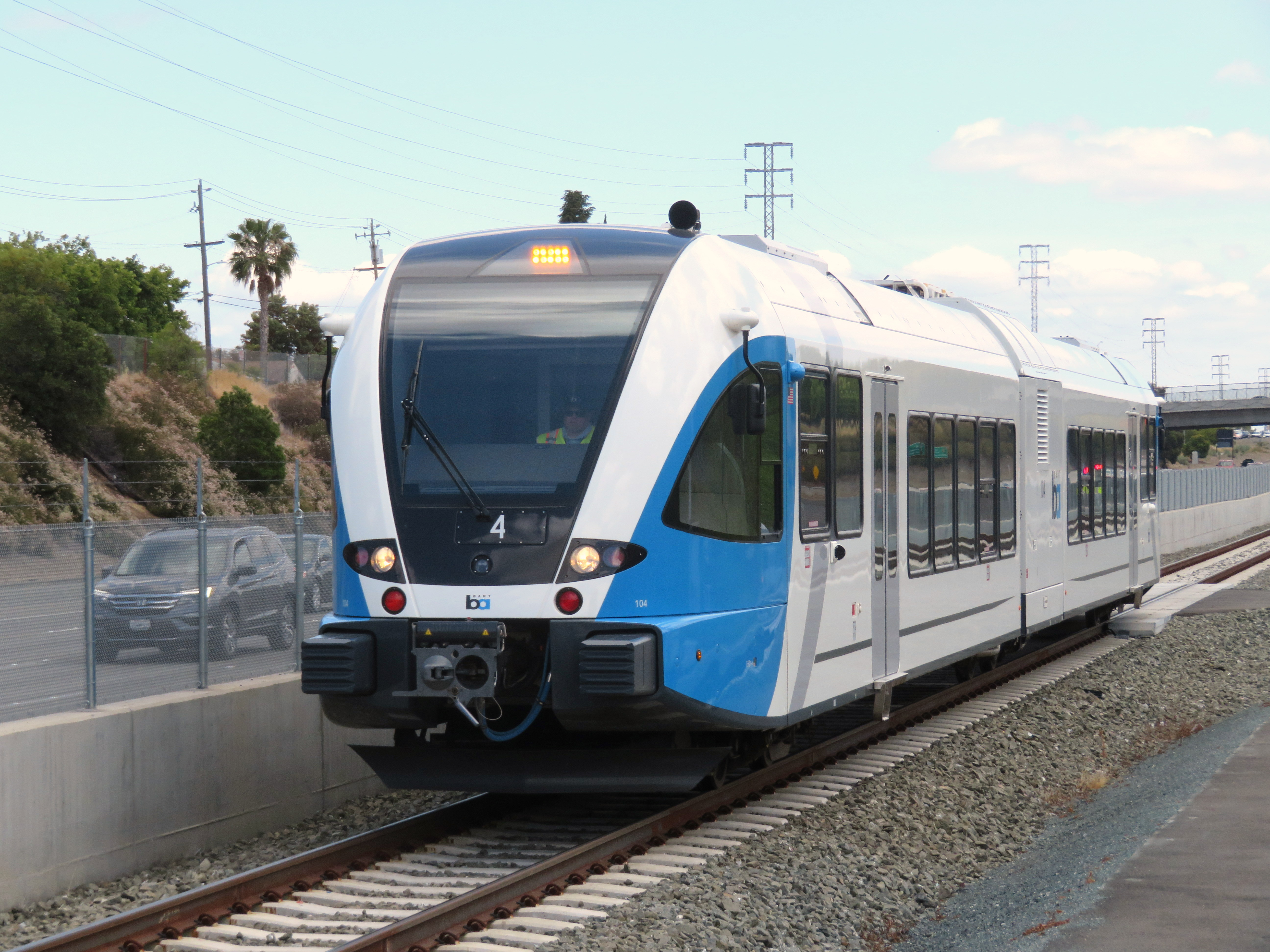
シュタッドラーGTW

2017年に延伸されたピッツバーグ〜アンティオック間14.6kmは「eBART」と呼ばれている。既存のBART路線とは異なり、非電化・標準軌で建設された。設備はライトレールの規格となっており、既存の車両は乗り入れることができない。利用者はピッツバーグ・ベイポイント駅で乗り換えが必要である。スイスのシュタッドラー・レール社製の小型車両で運行する。これは需要予測の結果と建設費用の圧縮が関係している。

## 延伸計画
BARTは実行中の事業から机上のペーパープランに至るまでいくつもの延伸計画がある。本項では2019年現在実現度が高いと思われる(公式の路線図に計画線として記載されている)ものと第2海底トンネル計画について記述する。その他の延伸計画についてはBART延伸計画(英語版)を参照のこと。

### サンノゼ延伸計画
サウス・フリーモント駅から南東方向に延伸しサンノゼ市内に達し、そこからカルトレイン/アムトラックのサンタクララ駅(サンノゼ国際空港の最寄り駅でもある)に乗り入れる延伸計画。シリコンバレーを通るためシリコンバレー延伸計画とも呼ばれる。途中のベリエッサ駅までは地上を走行し、そこから地下に入り方向を南西に変えてサンノゼ市内中心部を通り、さらに北西にカーブして地上に出てサンタクララ駅に乗り入れるルートを取る。サウスフリーモント―サンタクララ間には途中駅6駅が整備され、モンタギュー駅、サンノゼ・ダウンタウン駅、サンノゼ・ディリドン駅でVTAライトレールと接続する。カルトレインとはサンタクララ駅とサンノゼ・ディリドン駅で接続する。
すでにベリエッサ駅までの地上区間は試験走行を行う段階になっており、2019年内に開業する予定である。第二期工事として予定されているサンノゼ市内地下線は2025/26年ごろの開業を見込んでいる。

### リバモア延伸計画
ダブリン・プレザントン駅からインターステート580号線に沿って東のリバモアへ延伸する計画。アルタモント通勤急行と並行する形になるが、現在と同様にシャトルバスで連絡する計画である。当初計画ではローレンス・リバモア国立研究所近辺への延伸が考えられていた。またさらにアルタモント峠を越えてセントラル・バレーに入りトレーシー、ストックトンに至る新線「バレーリンク」の計画もある。

### eBART延伸計画
eBARTの現在の終点であるアンティオックからさらに東のオークレー、ブレントウッド方面に延伸する計画。さらに南東に進み、トレーシーで前述のバレーリンクなどと接続するプランもある。

### 第2海底トンネル建設計画
現在BARTはサンフランシスコ湾の東西を海底トンネルで結んでいるが、これに並行して、あるいは別路線として二本目の海底トンネルを建設する計画。現在のトンネルが過密状態であるうえ、新しい交通結節ターミナルであるサンフランシスコ・トランスベイ・ターミナル(トランスベイ・トランジットセンター)とは直結していない(エンバーカデロ駅から連絡)ことを解消するものである。アムトラックやカリフォルニア高速鉄道計画ともリンクしている。このトンネルから直結して、ギアリー通りの地下をリッチモンド・ディストリクトを経由してゴールデンゲートブリッジ南側付近まで延長する計画もある。